# Ляхов, Николай Захарович
Никола́й Заха́рович Ля́хов (род. 2 января 1947 года, Николаевка, Андреевский район, Талды-Курганская область, Казахская ССР) — советский и российский химик, директор Института химии твердого тела и механохимии СО РАН (1998-2018), академик Российской академии наук (2011, член-корреспондент с 1997). Депутат Совета депутатов города Новосибирска от партии «Единая Россия».

## Биография
В 1969 году закончил Новосибирский государственный университет по специальности «физика» и поступил на работу в Институт химической кинетики и горения СО АН СССР. В 1975 году перешёл в Институт химии твёрдого тела и механохимии СО АН СССР. Кандидат химических наук (1976, тема диссертации «Исследование физико-химических причин, определяющих автолокализацию процессов при дегидратации кристаллогидратов»). С 1978 года — заместитель директора ИХТТМ СО АН СССР. Доктор химических наук (1986, тема диссертации «Кинетика разложения кристаллических твердых веществ»). С 1989 года — профессор НГУ. Действительный член РАЕН (1994). В 2008—2012 годах — главный учёный секретарь Президиума СО РАН.
Область научных интересов — химическое материаловедение, в том числе реакционная способность твёрдых веществ при термическом
разложении и применении радиационной химии, механохимия и механическая активация сложных оксидов и металлических систем, методы исследования твердофазных процессов, в частности, дифрактометрия синхротронного излучения.

## Основные работы
- Дифрактометрия с использованием синхротронного излучения. Новосибирск, 1989;
- Химия твердого тела. Новосибирск, 1991 (в соавт.).
- Electron beam stimulated chemical reactions in solids // Thermal Analysis. 1995. Vol.43. Р.21-31;
- Modern tendencies in heterogeneous kinetics of solid state reactions // Reactivity of Solids. Past, present and future. Blecwell Sci., 1996. Р.121-140 (co-auth.);
- Use of synchrotrone radiation for stadying of solid state reactions // J.Solid State Ionics. 1997. Vol.101-103. Р.1251-1256;
- Combinations of SHS and mechanochemical synthesis for nanopowder technologies // KONA. 2002. N 20. Р.144-158.

## Награды
- орден «Знак Почёта» (1986)
- орден Дружбы (2007)[2]
- медаль ордена «За заслуги перед Отечеством» II степени (2024)[3]